# توماس إتش ميلر
توماس إتش ميلر (بالإنجليزية: Thomas H. Miller)‏ هو ضابط أمريكي، ولد في 3 يونيو 1923 في سان أنطونيو في الولايات المتحدة، وتوفي في 27 نوفمبر 2007 في مقاطعة أرلنغتون في الولايات المتحدة.